# Monica Zanchi
Monica Zanchi (Berna, 1959) es una actriz, modelo y cantante suiza. Algunas veces aparece acreditada como Monika Zanchi, y ha aparecido principalmente en películas italianas de distintos géneros, entre ellas, las más notables son eróticas. También es conocida como cantante de una discoteca bajo el nombre de Angie Bee. 

## Filmografía
- L'occhio dietro la parete de Giuliano Petrelli (1977)
- L'uomo, la donna e la bestia - Spell de Alberto Cavallone (1977)
- Suor Emanuelle di Giuseppe Vari (1977)
- Emanuelle e gli ultimi cannibali de Joe D'Amato (1977)
- Autostop rosso sangue de Pasquale Festa Campanile (1977)
- Incontri molto ravvicinati del quarto tipo de Mario Gariazzo (1978)
- Porco mondo de Sergio Bergonzelli (1978)
- Inés de Villalonga 1870 de Jaime Jesús Balcázar (1979)
- Caro papà de Dino Risi (1979)
- Action de Tinto Brass (1979)
- Sogni erotici di Cleopatra de Rino Di Silvestro (1985)
- Giorni felici a Clichy de Claude Chabrol (1990)
- Naftalina de Ricky Caruso (2011)

## Discografía
- Muñeca plástica / Walky talky Muñeca (SP 45 vueltas)
- Bella di plastica

## Fotografía
- Ciné Télé Revue (10 de febrero de 1977)
- Playmen (julio de 1977)